# George Shirley
Pour les articles homonymes, voir Shirley.
George Irving Shirley (né le 18 avril 1934, à Indianapolis, Indiana) est un ténor américain et l'un des premiers chanteurs afro-américains à jouir d'une carrière internationale  à l'opéra, il a joué avec les grands chefs d'orchestre comme Georg Solti, Otto Klemperer, Igor Stravinsky, Eugène Ormandy, Herbert von Karajan, Colin Davis, Karl Böhm, Seizi Ozawa, Erich Leinsdorf, Pierre Boulez, James DePreist, Henry Lewis, Antal Dorati, Léonard Bernstein et Lorin Maazel.

## Biographie

### Jeunesse et formation
George Shirley est le fils de d'Irving, un musicien, et Daisy Shirley, une chanteuse, dès l'âge de quatre ans, il se produit avec ses parents au sein d'un trio musical pour leur l'église d'Indianapolis.  
En 1940, la famille emménage à Détroit, dans le Michigan, lorsqu'il a six ans. Shirley suit ses études secondaires à la Northern High School (Detroit, Michigan) (en), où il approfondit son travail de la voix. Parallèlement, il suit des études musicales à l'Ebersol School of Music Ses performances musicales lui permettent d'obtenir une bourse pour suivre des études à la Wayne State University, où il  joue dans son premier drame musical, Oedipus Rex, avec la troupe universitaire du  Men’s Glee Club en 1955. Il obtient la même année son Bachelor (licence) en éducation musicale. 
En 1956, il entre dans l'armée et devient le premier afro-américain intégrant le chœur de l'armée américaine.  
En 1959, après sa démobilisation, il étude l'art lyrique auprès de Therny Georgi à Washington, puis avec Cornelius L. Reid (en) à New York,. 

### Carrière
Il fait ses débuts à Woodstock (New York) en 1959, dans le rôle de Gabriel von Eisenstein dans l'opérette viennoise de Johann Strauss, La Chauve-Souris. 
L'année 1961 voit ses débuts au New York City Opera en Rodolfo de La Bohème, puis au Metropolitan Opera en Ferrando de Cosi fan tutte. Il chantera au Metropolitan Opera douze saisons consécutives, notamment dans les rôles de Tamino, Ottavio, Almaviva, Alfredo,  Pinkerton, Roméo. Il entame alors une carrière internationale chantant au Festival de Glyndebourne (1966), Covent Garden (1967), La Scala (1969), etc. Il n'a en revanche jamais chanté à l'Opéra de Paris.
Chanteur alliant musicalité, intelligence et sensibilité, il se distingua particulièrement dans les rôles mozartiens, notamment Idomeneo, mais aussi Pelléas et Loge.

## Discographie (sélection)
- Cosi fan tutte - Leontyne Price, Tatiana Troyanos, George Shirley, Sherrill Milnes, Judith Raskin, Ezio Flagello, Ambrosian Opera Chorus, New Philharmonic Orchestra, Erich Leinsdorf (RCA, 1967)
- Idomeneo - George Shirley, Margherita Rinaldi, Pauline Tinsley, Ryland Davies, Robert Tear, BBC Chorus and Orchestra, Colin Davis (Philips, 1968)
- Pelléas et Mélisande - George Shirley, Elisabeth Söderström, Donald McIntyre, David Ward, Yvonne Minton, Royal Opera House Chorus and Orchestra, Pierre Boulez (Sony, 1969)

## Prix et distinctions
- 2014 : récipiendaire de la National Medal of Arts, décernée par le National Endowment for the Arts (NEA)[7]